# Oeonia madagascariensis
Oeonia madagascariensis là một loài thực vật có hoa trong họ Lan. Loài này được (Schltr.) Bosser mô tả khoa học đầu tiên năm 1984.